# Sprachgesetz
Sprachgesetze sind in der Sprachwissenschaft oder Linguistik allgemeine Aussagen über Zustände oder Veränderungsprozesse der Sprache.
Als Sprachgesetz versteht die Quantitative Linguistik eine aus theoretischen Annahmen abgeleitete (deduzierte) Gesetzeshypothese, die mathematisch formuliert ist, mit anderen Gesetzen in Wechselbeziehung steht und hinreichend durch gezielte empirische Untersuchungen überprüft und dabei nicht widerlegt wurde. Ein Gesetz muss für alle Sprachen gelten, in denen die entsprechenden Randbedingungen erfüllt sind. Man muss sie daher von Sprachregeln als empirischen Verallgemeinerungen unterscheiden. Lautgesetze erfüllen diese Bedingungen nur teilweise und sind eher empirische Verallgemeinerungen.
Wohl am bekanntesten ist das sogenannte Zipfsche Gesetz. Zu weiteren (vorgeschlagenen und untersuchten)  Sprachgesetzen zählen:
- einzelne Sprachwandelgesetze
- die Behaghelschen Gesetze
- das Diversifikationsgesetz
- Gesetz der Häufigkeitsverteilungen von Einheiten verschiedener Komplexität[1]
- Martinsches Gesetz
- Menzerathsches Gesetz
- Rang-Häufigkeits-Gesetze[2]
- Textblockgesetz